# ロベルト・シューマン大学デュッセルドルフ
ロベルト・シューマン大学デュッセルドルフ（英語: 、公用語表記: Robert-Schumann-Hochschule Düsseldorf）は、デュッセルドルフに本部を置くドイツの音楽大学。1935年創立、1935年大学設置。

## 沿革
1935年に3つの私立音楽学校が統合され、長年デュッセルドルフに在住したロベルト・シューマンにちなんで、「ロベルト・シューマン音楽院」と名づけられた。1972年にノルトライン＝ヴェストファーレン州が責任を持つ体制となり、ラインラントの公立大学の1つとなった。1987年に現在の大学名となった。
なお、フランスのストラスブールにあるロベール・シューマン大学（Robert Schuman University, 2009年1月にストラスブール大学に再統合）は、本学とは別の大学であり、その校名もロベルト・シューマン (Robert Schumann) ではなく、ロベール・シューマン (Robert Schuman) にちなむものである。

## 教育体制
41人の教授、160人の講師、600人の学生がいる。

## 学科
- 器楽科
- 声楽科
- 音楽教育科
- カトリック教会音楽科
- プロテスタント教会音楽科
- サウンドエンジニアリング科